# Józef Kamiński (generał)
Józef Kamiński (ur. 11 maja 1788 w Czeczelniku na Ukrainie, zm. w 1839) – generał w powstaniu listopadowym.
Rozpoczął służbę wojskową w 1806 w 2 pułku jazdy Księstwa Warszawskiego. Od 1807 podporucznik w 1 Pułku Szwoleżerów-Lansjerów Gwardii Cesarskiej. Walczył przeciwko Prusom w 1807, następnie w Hiszpanii w latach 1808–1811. Od 12 marca 1808 był porucznikiem. Wziął udział w wojnie z Austrią w 1809. 26 lipca tego roku został szefem szwadronu 4 pułku jazdy. Kampanię 1812 odbył w 19 pułku jazdy (od 13 lipca t.r. był podpułkownikiem), a w latach 1813–1814 służył w 17 pułku jazdy.
W Królestwie Polskim początkowo (w 1815) dowodził 1 pułkiem ułanów, ale został zdymisjonowany w grudniu tego roku. Otrzymał awans na stopień pułkownika 16 października 1820. Od 7 kwietnia 1825 dowodził 4 pułkiem strzelców konnych.
W powstaniu listopadowym dowodził brygadą jazdy, a od 8 maja do 13 czerwca 1831 dywizją jazdy. 8 marca 1831 awansowany na stopień generała brygady. Stoczył bitwy pod Nurem i Skalbmierzem. Od 16 lipca 1831 był organizatorem rezerw kawalerii i dowódcą oddziałów partyzanckich (pod komendą gen. Samuela Różyckiego). Po upadku powstania przebywał na emigracji.
Był odznaczony Orderem Virtuti Militari, Legią Honorową, Orderem Świętej Anny z koroną.  W 1830 roku został nagrodzony Znakiem Honorowym za 20 lat służby.